# Biserica Aroneanu
Biserica „Sf. Nicolae” din Aroneanu este o biserică ortodoxă ctitorită în anul 1594 de domnitorul Aron Vodă (1591-1592, 1592-1595) în satul Aroneanu din apropierea municipiului Iași. Biserica se află pe drumul care iese din Iași prin nord-est, pe malul lacului Ciric. Ea se află pe o terasă de 100–200 m din marginea de nord-vest a satului Aroneanu.
Biserica "Sf. Nicolae" de la Aroneanu a fost inclusă pe Lista monumentelor istorice din județul Iași din anul 2015, având codul de clasificare  IS-II-m-A-04098.

## Istoric

### Mănăstirea de la Greci
În trecut, platoul aflat la nord-est de orașul Iași era acoperit de o pădure în mijlocul căreia se afla un sat. Ca urmare a incursiunilor tătarilor și cazacilor, satul și pădurea au fost arse. Deseori, tătarii își stabileau aici tabăra de unde porneau atacul împotriva vechii capitale a Moldovei. Așa s-a întâmplat și în ianuarie 1717 când domnitorul Mihai Racoviță (1703-1705, 1707-1709 și 1716-1726) a chemat o hoardă de tătari care să-l ajute a rezista în fața atacului unei armate austriece, comandată de căpitanul François (Ferentz) Ernaut.
În a doua jumătate a secolului al XVI-lea, pe acel loc a existat o mănăstire numită „de la greci” sau „mănăstirea grecească din țarina Iașilor”, cu hramul "Sf. Nicolae", care data din timpul celei de-a doua domnii (1564-1568) a lui Alexandru Lăpușneanu (al cărui fiu natural era Aron Vodă), când acesta și-a stabilit scaunul domnesc la Iași. Acest lucru a fost constatat de cercetători din analizarea unor documente din 20 februarie 1581, 5 aprilie 1584, 25 mai 1606, 28 ianuarie 1608 și 6 aprilie 1618. Cercetătorii corelează ctitorirea mănăstirilor Aroneanu și Socola de mutarea capitalei Moldovei la Iași în cea de-a doua
domnie a lui Lăpușneanu.
Domnitorul Iancu Sasul (1579-1582) i-a dăruit câteva sate la 20 februarie 1581 , această danie fiind întărită la 5 aprilie 1584 de către Petru Șchiopul (1574-1577, 1578-1579 și 1583-1591). Din cauza faptului că mănăstirea ajunsese într-o stare de ruină, Petru Șchiopul a adunat materiale (pietre și lemne) necesare reconstrucției sale. După cum rezultă dintr-un document din 25 mai 1606, domnitorul a închinat-o la Mănăstirea Zografu de la Muntele Athos , "pentru că acea sfântă mănăstire a sfântului Nicolae ajunsese la pustiire și la încetarea pomenirii binefăcătorilor și a celor dintâi a ei ctitori, din pricina lipsei de grijă a locuitorilor acelei mănăstiri și a cinstiților egumeni care s-au schimbat". Petru Șchiopul nu a reușit să reconstruiască biserica.

### Ctitorirea mănăstirii de Aron-Vodă și închinarea sa
Biserica "Sf. Nicolae" din Aroneanu a fost construită în anul 1594 pe cheltuiala domnitorului Aron Vodă (1591-1592, 1592-1595), fiind folosite materialele (piatră, lemn etc.) adunate de Petru Șchiopul. În urma cercetărilor arheologice s-a constatat că biserica lui Aron vodă a fost construită pe fundațiile vechii biserici zidite de Alexandru Lăpușneanu. Această ipoteză este demonstrată de fundația unitară a bisericii, care a aparținut inițial unui lăcaș cu pridvorul închis. Noua construcție a avut un pridvorul deschis, cu zidărie numai pe colțurile de vest și cu coloane ce sprijineau arcele de susținere de pe cele trei laturi. Peretele despărțitor dintre naos și pronaos a fost înlocuit de două coloane, având capiteluri identice cu cele de la exterior, pe care se sprijineau trei arce.
Referitor la construirea acestei biserici, cronicarul Grigore Ureche scrie în "Letopisețul Țării Moldovei" următoarele: „însă întăi socoti că, după atâtea răutăți ce făcuse, să să apuce să facă și vreun lucru bun, ca să nu-i vie cu osândă. Și s-au apucatu în anii 7102 (=1593 sau 1594), de au făcutu mănăstire în țarina Iașiloru, carea să chiamă Aron vodă, pre numele domnului, unde este hramul svetii Nicolae”. Printr-un hrisov din 12 decembrie 1594, domnitorul ctitor a înzestrat mănăstirea "nou zidită numită „în țarină”" cu două sate. El a încredințat călugărilor români biserica construită de el.
Biserica avea inițial o pisanie deasupra intrării, dar aceasta a dispărut în secolul al XIX-lea. La începutul secolului al XX-lea, istoricul N.A. Bogdan consemna afirmația unui preot din Iași care spunea că în copilăria sa era o inscripție aurită deasupra ușii de intrare în biserică. Aron Tiranul a murit otrăvit la Alba Iulia, dar nu există informații că i s-ar fi adus rămășițele la Iași. Aceeași problemă se ridică și în cazul doamnei Stanca, soția lui Aron Vodă, moartă undeva în Transilvania.
Domnitorul Ieremia Movilă (1595-1600, 1600-1606) a închinat această mănăstire, printr-un hrisov din 25 mai 1606, la Mănăstirea Zografu din Muntele Athos (după cum fusese închinată inițial de Petru Șchiopul), din acel moment stabilindu-se acolo călugări greci. În documentul sus-menționat, se menționează că mănăstirea a fost ctitorită de Alexandru Lăpușneanu, el fiind și cel care a înzestrat lăcașul, iar Aron vodă “a făcut biserica de acum din pietre și lemn gata pe banii lui Petru voievod”. Ieremia Movilă știa de închinarea anterioară a mănăstirii, el mărturisind că era “unul dintre cei dintâi sfetnici” ai lui Petru Șchiopul atunci când a fost închinată pentru prima oară mănăstirea Sf. Nicolae la Muntele Athos.
Pe baza mărturiei doamnei Stanca, văduva lui Aron Vodă, domnitorul Radu Mihnea (1619-1619, 1623-1626) a anulat documentul de danie la 7 aprilie 1618, restituind mănăstirea călugărilor români așa cum fusese menită de către ctitori (Lăpușneanu și Aron Vodă). În acel document se precizează că "biserica cea veche a fost zidită de părintele lui (Aron vodă n.n.), răposatul Alexandru voievod, pe alt loc, sub dealuri, și s-a risipit și a căzut cu totul". Radu Mihnea a întărit călugărilor români moșiile și satele donate de ctitorii anteriori, chiar și cele date de predecesorii lui Aron Vodă. Cu toate acestea, la 24 octombrie 1624, în cea de-a doua domnie a sa, el a închinat Mănăstirea Aroneanu la Mănăstirea Prodrom ("Sf. Ioan") din Sozopol. Mănăstirea și-a schimbat din nou statutul cinci ani mai tâziu, când domnitorul Alexandru Coconul (1629-1630), fiul lui Radu Mihnea, a transformat mănăstirea în metoh al Mănăstirii Sf. Ioan din insula Halki (aflată în Marea Marmara).
Ulterior, Mănăstirea Aroneanu a devenit metoh al Patriarhiei de la Constantinopol, veniturile sale urmând să susțină activitatea vestitei Școli Patriarhale , la care au învățat printre alții cărturari români cum ar fi principele Dimitrie Cantemir și spătarul Nicolae Milescu, primul călător român în China. Multe din documentele din secolele XVI-XVII arată danii de moșii, sate, livezi și prisăci pentru mănăstire.

### Loc de popas pentru oști
Aflată pe un platou împădurit din apropierea orașului Iași, Mănăstirea Aroneanu a fost preferată de unele oști străine ca loc de tabără. În ajutorul oștilor turcești conduse de Soliman Pașa și a celor moldovenești conduse de Constantin Cantemir (1685-1693) care luptau cu polonezii regelui Ioan Sobieski al III-lea la Boian (1685) a fost chemată și o oaste muntenească condusă de domnitorul Șerban Cantacuzino (1678-1688). După cum notează Dimitrie Cantemir în "Viața lui Constantin Cantemir", domnitorul muntean s-a străduit intenționat să ajungă cu întârziere, ajungând numai până la Iași și așezându-și tabăra la Mănăstirea Aroneanu. A stat acolo trei zile, timp în care a primit vestea că trupele turco-tătare și moldovene au câștigat bătălia, după care a plecat spre țara sa. Cronicarul Ion Neculce a relatat următoarele: "Atunce, când au mărsu Suliman-pașea cu Cantemir-vodă înainte leșilor la Boian, vinit-au și Șerban-vodă cu oaste din Țara Munteniască pân-în Iași, de-u descălecat cu oastea la mănăstirea lui Aron-vodă, de-u șădzut vro 4, 5 dzile de ș-au isprăvit de la Suliman-pașea având grijă de nemții. Și s-au întorsu înapoi pe Bârlad, tot vânând vânaturi și pește." 
Deseori, tătarii își stabileau aici tabăra de unde porneau atacul împotriva vechii capitale a Moldovei. În ianuarie 1717, când o oaste austriacă comandată de căpitanul belgian François (Ferentz) Ernaut se afla în Moldova, cantonată la Cetatea Neamțului, domnitorul Mihai Racoviță (1703-1705, 1707-1709 și 1716-1726) a chemat o hoardă de tătari pentru a-l ajuta să respingă atacul năvălitorilor. Numărul tătarilor a fost mai mare decât prevăzuse domnitorul. Neculce precizează că tătarii s-au stabilit în apropierea Mănăstirii Aroneanu: "Și viind cu dânșii până din gios de Movila lui Constantin-vodă, i-au lăsat Constantin vistiernicul pe tătarî supuși în Valea lui Aron-Vodă și au venit să spue lui Mihai-vodă; că era lucru de taină, de nu știia nime că vin tătarî."  Refugiat la Mănăstirea Cetățuia, unde era asediat de oștenii lui Ferentz, domnitorul a cerut să se tragă clopotele cele mari, "iară tătarîi de la Aron-vodă, cum au audzit pușca și clopotile, oaricum să îndoia dintâiu, să nu fie vreun vicleșug, iar apoi, unde s-au pornit a veni ca vântul." 

### Decăderea mănăstirii
Inițial, mănăstirea a fost înconjurată cu ziduri de piatră și avea turnuri de colț, chilii și alte clădiri anexe care s-au prăbușit, rămânând doar vechea biserică, singura păstrată din întreg ansamblul mănăstiresc de odinioară. Vechiul lăcaș de cult a fost reparat neglijent în mai multe rânduri în secolele XVIII-XIX, în una dintre aceste ocazii fiind astupate spațiile libere dintre coloanele și pilaștrii care susțineau pridvorul deschis. N.A. Bogdan presupunea că atunci s-ar fi înlăturat, astupat sau distrus și piatra care conținea pisania.
Proasta administrare a mănăstirii și lăcomia călugărilor greci au dus la ruinarea complexului monahal. Un document din 20 ianuarie 1734 consemna starea de ruină a mănăstirii, "mare lipsă și slăbiciune, din tâmplarea vremurilor". Acoperișul bisericii a fost reparat la 1742, învelitoarea fiind din șindrilă. Reparațiile efectuate au fost insuficiente, iar într-un act din 16 august 1784 se menționa că mănăstirea era "stricată și aproapi de ce de istov cădere" astfel încât dacă "nu să va tocmi în curund, esti să se surpi".
În 1787 s-au efectuat unele reparații, atunci fiind decorată fațada cu piese ceramice, sub formă de stele, discuri și frunze de stejar, de inspirație orientală. Arhimandritul Domițian menționa într-o inscripție pe un Minei donat de el în 1787 că lucrările le-a "făcut cu însăși cheltuiala mea, căci am aflat biserica pustie și cu totul goală... căci n-am aflat nici rogojină să aștern, nici ușă să închid, nici moară, nici heleșteu; am găsit datorie de 1317 lei și patru moșii vândute...". Printre altele, el a donat două Mineiuri și cartea Faptele Apostolilor.
La mijlocul secolului al XIX-lea, Mănăstirea Aroneanu avea în stăpânire mai multe moșii: Aroneanu și Zanea (jud. Iași), Armășoaia și Armășeni (jud. Vaslui), Rânzăști (jud. Tutova), Slobozia-Averești și Girov (jud. Neamț), Deluțu (Cașin), Pârliți (Soroca), Deiluța (Chișinău), Stolniceni (Basarabia).

### Biserică parohială
În decembrie 1863, după secularizarea averilor mănăstirești, Mănăstirea Aroneanu s-a desființat, iar călugării greci au plecat, luând cu ei cărți și odoare sfinte. Biserica fostei mănăstiri a devenit biserică parohială a satului Aroneanu. Distrugerea mănăstirii a continuat, astfel că în preajma anului 1885 din întregul complex mănăstiresc nu mai tămăsese decât biserica, restul fiind distrus, chiar și gardul. Această biserică a fost restaurată în 1907, prin grija Comisiunii Monumentelor Istorice. Atunci au fost înlocuite majoritatea pieselor ceramice care decorau fațada.
În anul 1944, în timpul celui de-al doilea război mondial, Biserica Aroneanu a ars în urma unui incendiu provocat de apropierea frontului. Atunci au ars mobilierul, catapeteasma și vechile obiecte de cult, nemairămânând nicio urmă din vechea pictură din interior. Edificiul a fost restaurat în anii următori, fiind redeschis apoi în 1949, ca biserică parohială. În anul 1999 s-a construit în curtea bisericii, lângă peretele nordic, o casă de prăznuire.
În scopul completării documentației în vederea întocmirii proiectului de consolidare/restaurare a monumentului, preotul paroh a solicitat efectuarea unor săpături arheologice. Sondajul arheologic a fost efectuat în toamna anului 2001, fiind coordonat de arheologul Stela Cheptea. În urma cercetărilor arheologice s-a constatat că biserica lui Aron vodă a fost construită pe fundațiile vechii biserici zidite de Alexandru Lăpușneanu. Această ipoteză este demonstrată de fundația unitară a bisericii, care a aparținut inițial unui lăcaș cu pridvorul închis.

## Arhitectura
Biserica fostei mănăstiri Aroneanu prezintă interes din perspectivă artistică atât prin proporțiile sale armonioase, cât și prin originalul decor exterior, unice în istoria artei medievale românești. Ea este construită din piatră și cărămidă, în stil moldovenesc, fiind întâlnite și elemente aparținând altor stiluri.

### Exterior
Biserica Aroneanu are un plan trilobat, cu o singură turlă deasupra naosului și cu absidele laterale și absida altarului de formă semicirculară. Nu sunt prezente contraforturi.
Deasupra soclului de piatră se află un prim șirag ornamental format din discuri alternând cu steluțe cu șase colțuri, din teracotă smălțuită colorată. Urmează apoi un rând de caneluri înalte de aproximativ 1 metru, deasupra cărora se află ferestrele înalte și înguste terminate în acoladă, care sunt încadrate în firide alungite. Între ferestre se află alte firide alungite, ornate în interior, alternativ, cu câte două stele și câte două discuri. Deasupra ferestrelor și firidelor este un alt șirag ornamental format din discuri alternând cu steluțe cu șase colțuri. Urmează apoi trei șiraguri de teracote smălțuite, două în formă de steluțe pe margine și unul în formă de discuri între ele. Mai sus este un brâu firidă simplu, apoi un șirag de steluțe alternând cu discuri și un nou șirag de teracote în formă de frunze de stejar stilizate.
Turla se sprijină pe două baze: prima pătrată și a doua stelată, cu 12 colțuri și 24 de fețe. Fiecare față a bazei conține o ocniță alungită, având în interior un disc ceramic colorat. Turla propriu-zisă are formă de prismă cu 12 laturi, toate decorate cu o ocniță alungită și separate de o coloană semicirculară. Opt fețe din cele 12 sunt oarbe, în restul de patru fiind tăiate ferestre înguste și alungite. La partea superioară a celor 12 fețe ale turlei se află trei șiraguri de teracote, două de steluțe și una de discuri.
Pereții Bisericii Aroneanu sunt decorați cu elemente de ceramică (teracote) smălțuite de culoare verde cu reflexe albăstrui, de forma unor stele cu șase colțuri, a frunzelor de stejar, a vârfurilor de lance și a discurilor circulare, descriind motive geometrice complicate și fiind folosită o tehnică aparte. Teracotele sunt incizate în tencuială. Acest decor realizat în relief (astăzi dispărut) este considerat ca fiind o posibilă sursă de inspirație pentru broderia în piatră de pe fațada Bisericii Trei Ierarhi și a Mănăstirii Dragomirna.

### Interior
Interiorul bisericii este compartimentat în patru încăperi: pridvor, pronaos, naos și altar. Pridvorul era inițial deschis, având arcade sprijinite pe doi pilaștri prismatici (la colțuri) și pe patru coloane cilindrice de cărămidă, cu capiteluri. Ulterior, spațiul liber dintre coloane și pilaștri a fost umplut cu zidărie. Pridvorul este boltit, având două calote sferice. Ușa de intrare în pronaos era inițial de factură gotică, terminată la partea superioară în arc frânt; ea a fost lărgită ulterior, stricându-se astfel chenarul.
Pronaosul are formă pătrată, fiind luminat prin patru ferestre înalte (două pe latura de nord și alte două pe cea de sud), înguste și de formă ogivală. Pronaosul este separat de naos prin trei arcade, sprijinite pe două coloane cu capiteluri. Naosul are două abside laterale de formă semicirculară, în care se află câte o fereastră îngustă și înălțată în partea centrală. La partea superioară are o boltă în stil moldovenesc. Turla aflată deasupra naosului este cilindrică pe interior.
Naosul este separat de altar printr-o catapeteasmă din lemn, foarte frumos sculptată. Ornamentațiile sculptate includ ciorchini de struguri, vrejuri, frunze și forme geometrice. Registrele sunt ornate cu opt colonete, decorate cu motive vegetale (struguri, vrejuri, frunze) și rozete.
Altarul are formă semicirculară, având dimensiuni reduse. El este luminat printr-o fereastră tăiată în axul absidei, identică cu cele din pronaos și naos. Plafonul este în boltă semicirculară. Pe soclul peretelui nordic sunt gravate două nume (Ghiorghi și Gligorie), probabil ale unor meșteri care au zidit biserica.
Pereții interiori ai bisericii nu sunt pictați.

## Obiecte de patrimoniu
Biserica a fost înzestrată cu obiecte cu valoare artistică, documentară și de cult. Dintre acestea s-au mai păstrat doar câteva cărți de cult vechi și anume:
- o Evanghelie din 1742, donată de Matei Ghica în 1755
- un Penticostariu din 7276 (1767-1768)
- un Triod de Râmnic din 1770
- Faptele Apostolilor din Râmnic donat de arhimandritul Domițian la 20 august 1784
- un Minei din Râmnic donat de arhimandritul Domițian la 6 noiembrie 1787
- un Minei donat de arhimandritul Domițian la 20 aprilie 1787. Acesta conține o lungă inscripție prin care donatorul spune că "le-am făcut cu însăși cheltuiala mea, căci am aflat biserica pustie și cu totul goală... căci n-am aflat nici rogojină să aștern, nici ușă să închid, nici moară, nici heleșteu; am găsit datorie de 1317 lei și patru moșii vândute...".
- un Triod de Veneția
- un Tipicon de Iași din 1816
- o Evanghelie tipărită la Iași în 1821
- un Ceaslov donat de mitropolitul Veniamin Costachi, având următoarea inscripție: "Să se știe cîndu s'au cutremuratu pămîntului, în zioa de Vinerea-Mare, foarte tare, la anului 1802, Oct. 14 zile, Marți".

## Alte construcții
Intrarea în curtea bisericii se face în prezent pe sub un turn cu un etaj, care îndeplinește și funcțiunea de clopotniță. El este construit din piatră fasonată. La parter este intrarea în curtea bisericii, în timp ce încăperea de la etaj, cu câte două ferestre pe laturile de nord și de sud, adăpostește două clopote și o toacă.
În curtea bisericii, lângă peretele nordic al lăcașului de cult, a fost construită în anul 1999 o casă de prăznuire.

## Imagini

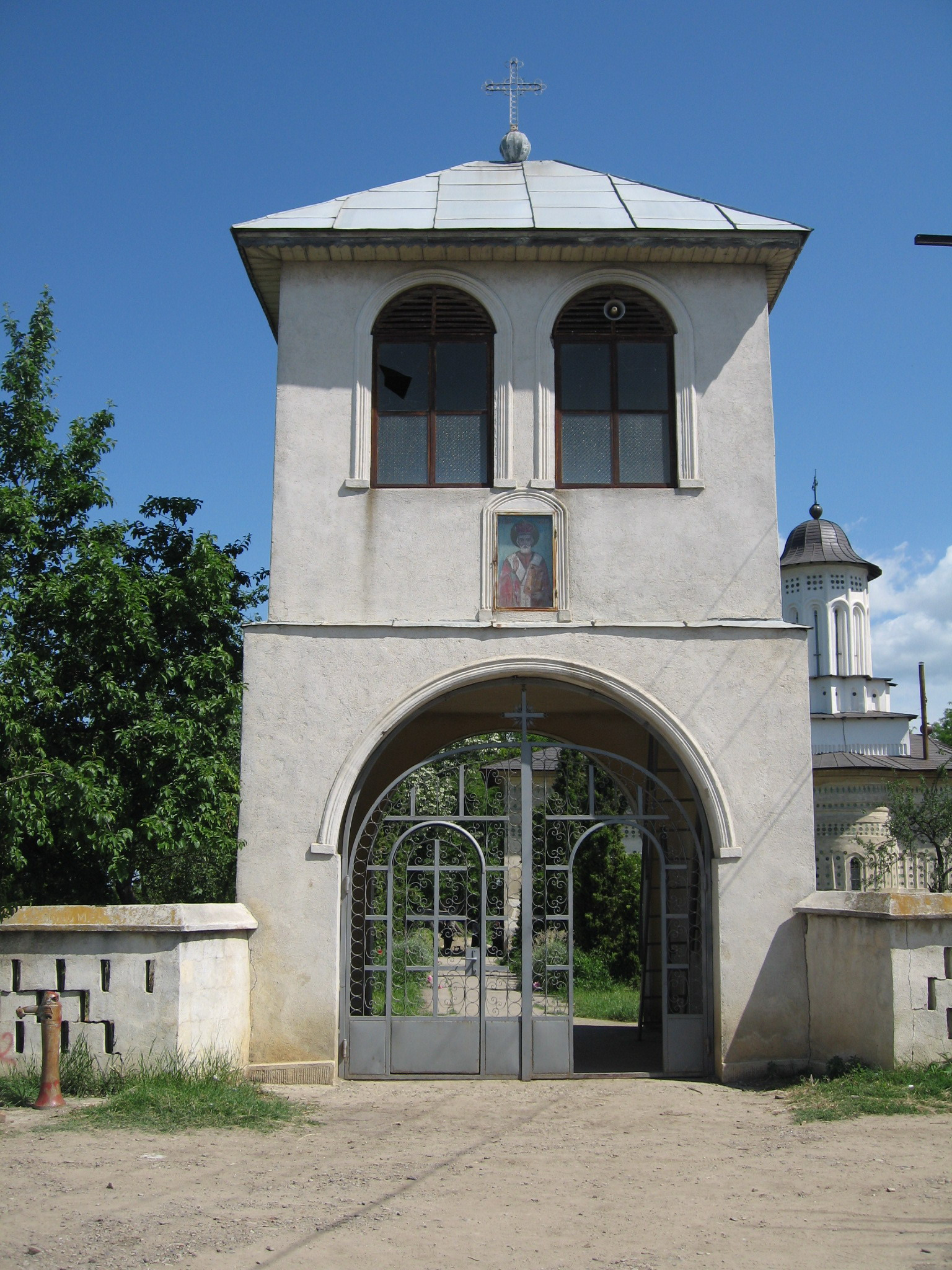
Poarta de intrare în curtea bisericii
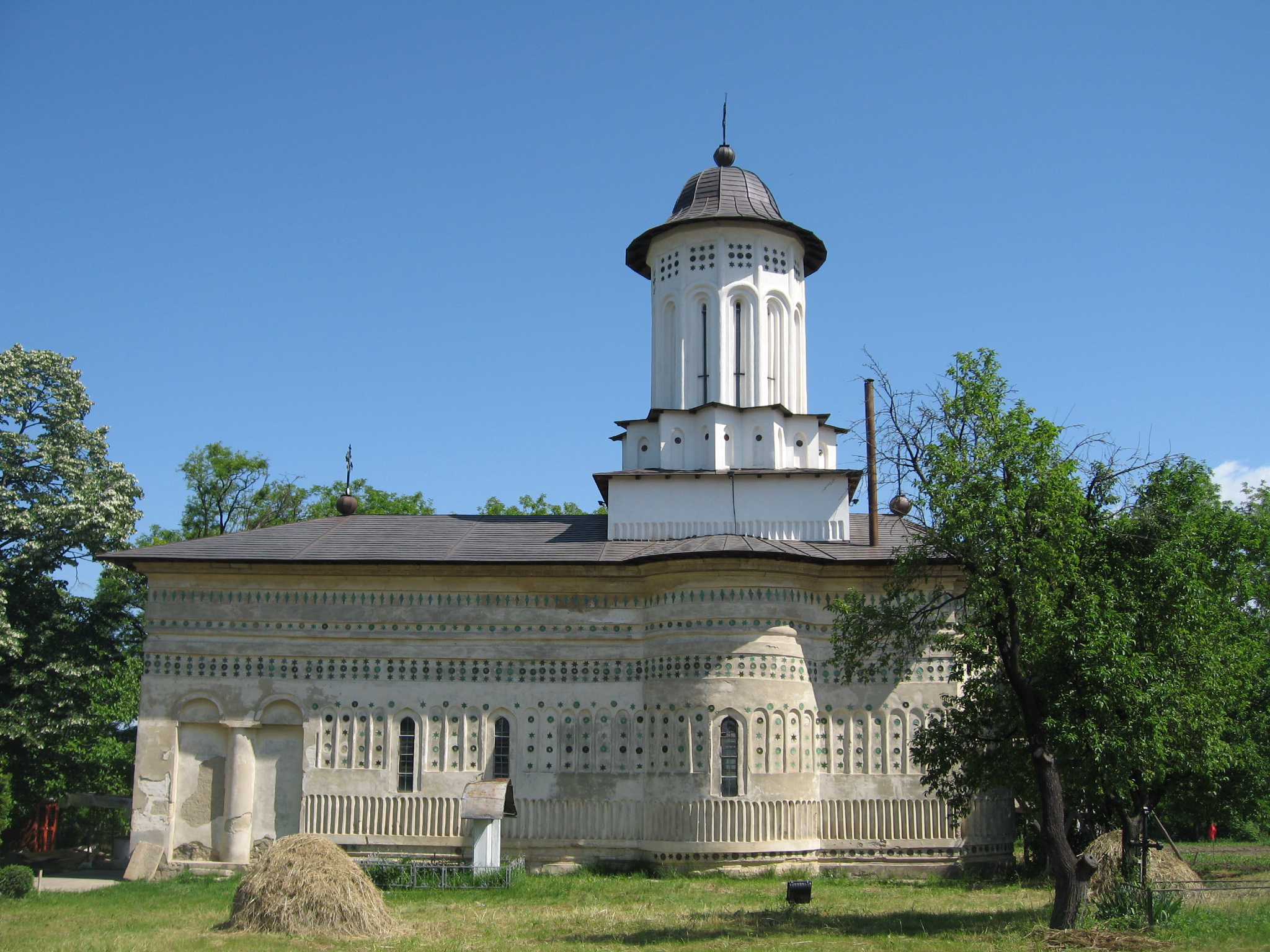
Biserica Aroneanu
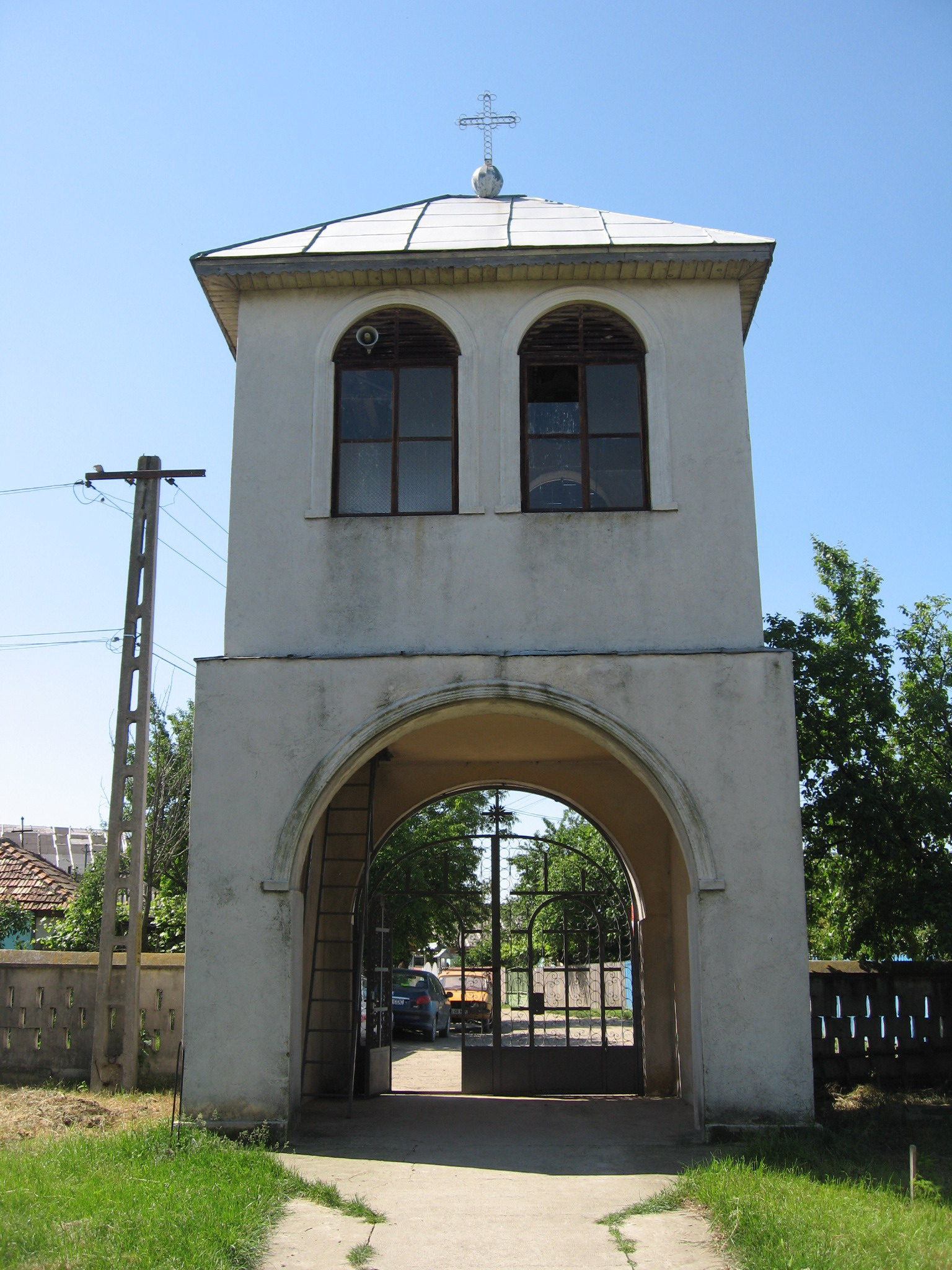
Poarta de intrare văzută din curtea bisericii
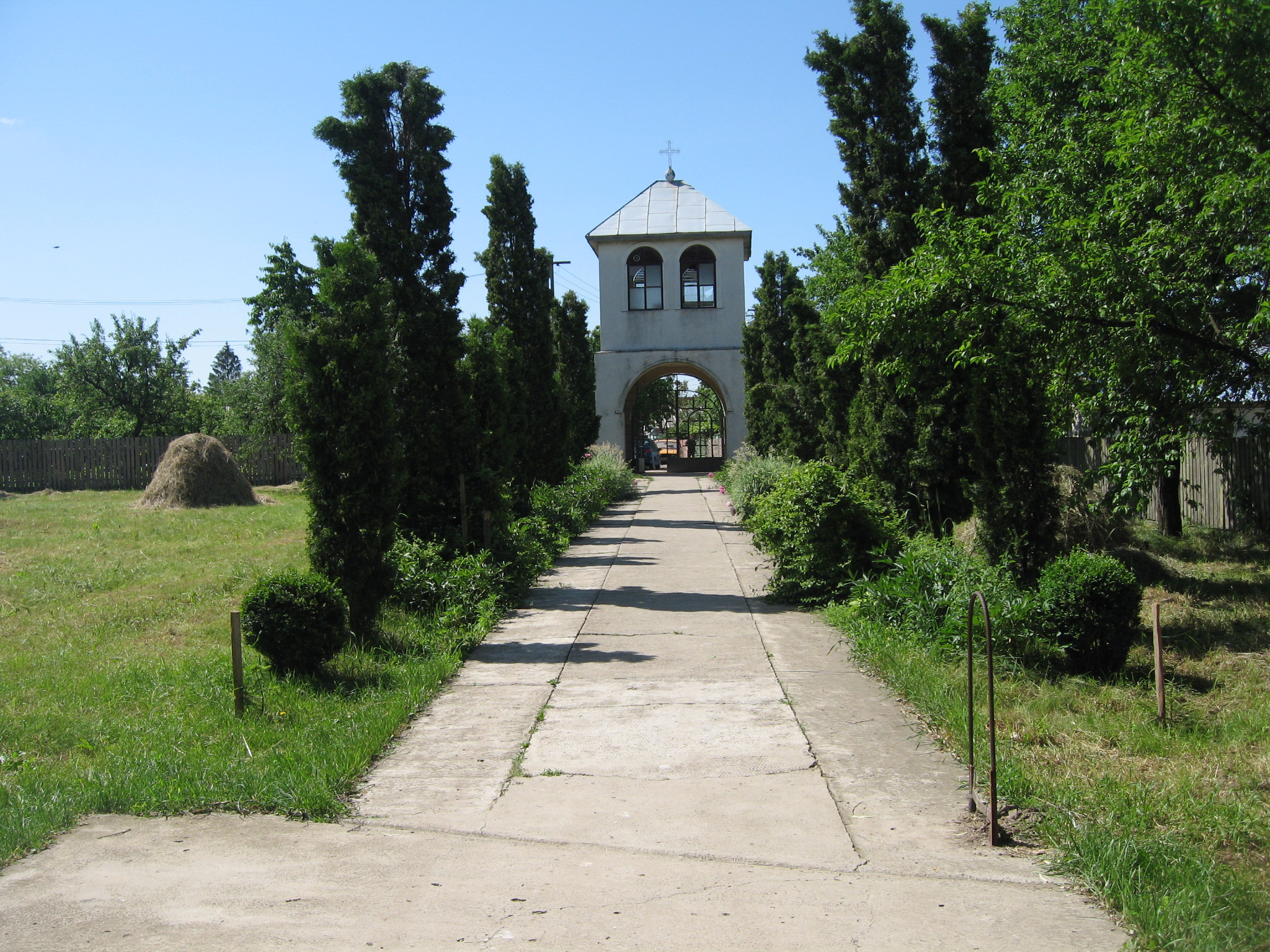
Poarta de intrare văzută de la biserică